# スクリーミング・フィールズ・オブ・ソニック・ラヴ
『スクリーミング・フィールズ・オブ・ソニック・ラヴ』（Screaming Fields of Sonic Love）は、1995年に発売されたソニック・ユースのインディーズ時代の楽曲を集めたベストアルバムである。

## 解説
発売作品を順に遡る構成となっており、この一枚でファーストアルバムから『デイドリーム・ネイション』までの変化をある程度たどる事が出来る。
CDブックレットにはスワンズ、グリーン・リヴァー、ミート・パペッツなどと競演していたインディーズ時代の貴重なライブ告知ポスターの一部が収録されており当時の活動の一端を垣間見る事が出来る。

## 収録曲
1. ティーン・エイジ・ライオット - Teen Age Riot (6:58)
2. エリックス・トリップ - Eric's Trip
3. キャンドル - Candle (4:35)
アルバムデイドリーム・ネイション収録曲
4. イントゥ・ザ・グルーヴィ - Into the Groove(y)
5. G-フォーズ - G-Force
アルバムホワイティ・アルバム収録曲
6. ビューティ・ライズ・イン・ジ・アイ - Beauty Lies in the Eye
7. コットン・クラウン - Kotton Krown
アルバムシスター収録曲
8. シャドウ・オブ・ア・ダウト - Shadow of a Doubt
9. エクスプレスウェイ・トゥ・ユア・スカル - Expressway to Yr. Skull
10. スターパワー - Starpower
アルバムEVOL収録曲
11. デス・ヴァリー’69 - Death Valley '69
12. ハロウィーン - Halloween
13. フラワー - Flower
アルバムバッド・ムーン・ライジング収録曲
14. インヒューマン - Inhuman
15. メイキング・ザ・ネイチャー・シーン - Making the Nature Scene
アルバムコンフュージョン・イズ・セックス収録曲
16. ブラザー・ジェイムス - Brother James
EP キル・ユア・アイドルズ収録曲
17. アイ・ドリームド・アイ・ドリーム - I Dreamed I Dream
EP ソニック・ユース収録曲